# قائمة سفراء دولة فلسطين لدى تشيلي
سفير دولة فلسطين لدى تشيلي هو الممثل الرسمي لدولة فلسطين لدى تشيلي. يقع مقر السفارة في سانتياغو.

## قائمة السفراء
| الترتيب | رئيس البعثة الدبلوماسية      | تاريخ الاعتماد الدبلوماسي | تاريخ الانتهاء | رئيس دولة فلسطين | رئيس تشيلي      | ملاحظات |
| ------- | ---------------------------- | ------------------------- | -------------- | ---------------- | --------------- | --- |
| 1       | جريس الأطرش                  | مارس 1990                 | أبريل 1992     |                  |                 | |
| 2       | حسين عبد الخالق (Q106777204) | مايو 1992                 | سبتمبر 2000    | ياسر عرفات       | باتريسيو أيلوين | |
| 3       | صبري عطية                    | أكتوبر 2000               | أكتوبر 2005    | ياسر عرفات       | ريكاردو لاغوس   | |
| 4       | مي الكيلة                    | 2006                      | 2013           | محمود عباس       | ميشال باشليت    | |
| 5       | عماد نبيل الجدع              | 3 مارس 2014               | 2022           | محمود عباس       | سبستيان بنييرا  | - بين عامي 1979 و1988 كان رئيس البعثة الفلسطينية لدى كوبا. - بين عامي 2006 و2008 كان سفير دولة فلسطين لدى فنزويلا - بين عامي 2008 و2013 كان سفير دولة فلسطين لدى كولومبيا. |
| 6       | فيرا جورج موسى بابون         | 2022                      | لا تزال        | محمود عباس       | غابرييل بوريك   | شغلت منصب رئيس بلدية بيت لحم بين عامي 2012 و2017. |